# 게오르크 고트프리트 게르비누스

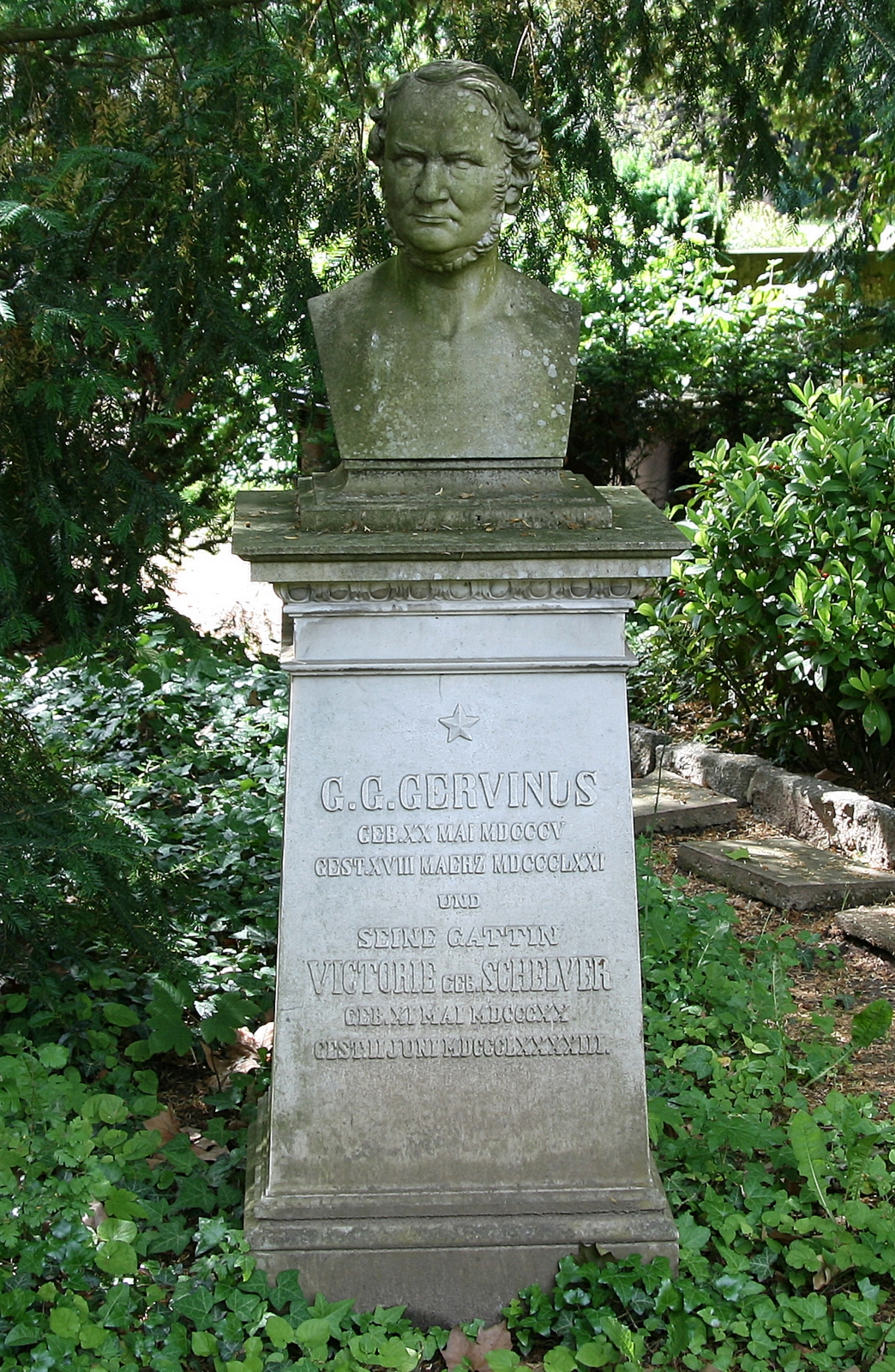
게르비누스의 무덤

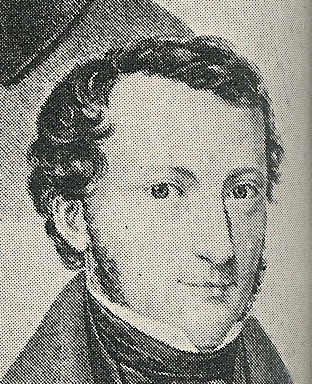
게오르크 고트프리트 게르비누스

게오르크 고트프리트 게르비누스(독일어: Georg Gottfried Gervinus, 1805년 5월 20일 ~ 1871년 3월 18일)는 독일의 역사학자이자 정치인이다.